# Imoh Ezekiel
Imoh Ezekiel (ur. 24 października 1993 roku w Lagos) – nigeryjski piłkarz grający na pozycji napastnika w hiszpańskim klubie UD Las Palmas.
Ezekiel urodził się w Lagos, gdzie grał w klubie 36 Lions. W 2012 roku przeszedł do Standardu Liège. W 2014 roku odszedł do Al-Arabi. W 2015 roku najpierw był wypożyczony do Standardu, a następnie wypożyczono go do Anderlechtu. W 2017 roku odszedł do Konyasporu a w 2018 roku został piłkarzem UD Las Palmas.